# Madaras
Madaras (kroatisch Madaraš) ist eine ungarische Gemeinde im Kreis Bácsalmás im Komitat Bács-Kiskun. Sie liegt ungefähr 10 Kilometer nördlich der Grenze zu Serbien.

## Geschichte
Madaras wurde 1377 erstmals urkundlich erwähnt. Im Jahr 1913 gab es in der damaligen Großgemeinde 1302 Häuser und 5780 Einwohner auf einer Fläche von 9086 Katastraljochen. Sie gehörte zu dieser Zeit zum Bezirk Bácsalmás im Komitat Bács-Bodrog.

## Städtepartnerschaften
- Mădăraș (Harghita), Rumänien
- Mădăraș (Mureș), Rumänien
- Păsăreni, Rumänien

## Sehenswürdigkeiten
- Römisch-katholische Kirche Nagyboldogasszony
- Sándor-Petőfi-Büste, erschaffen 1959 von István Szabó jr.
- Szentháromság-Säule

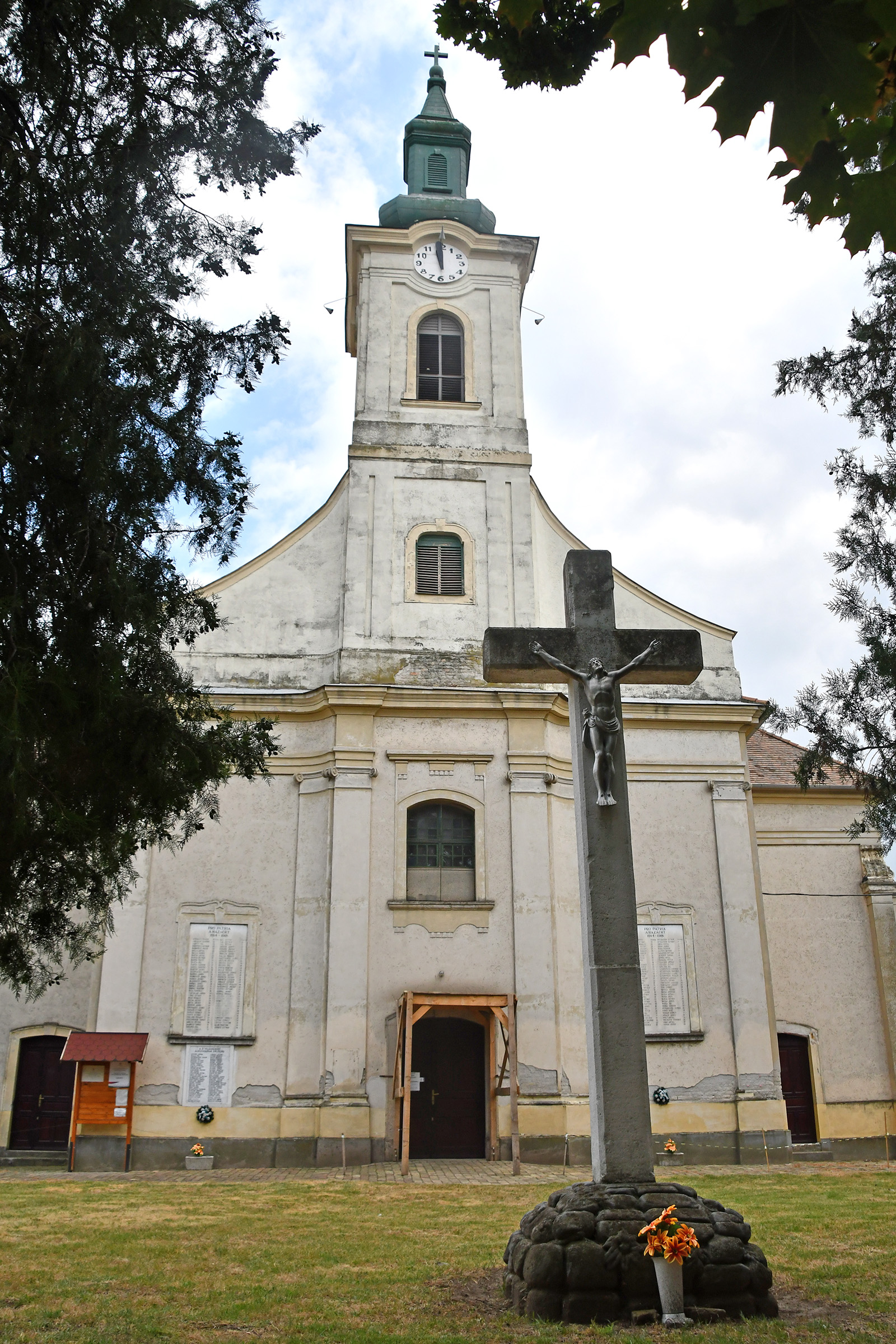
Röm.-kath. Kirche Nagyboldogasszony
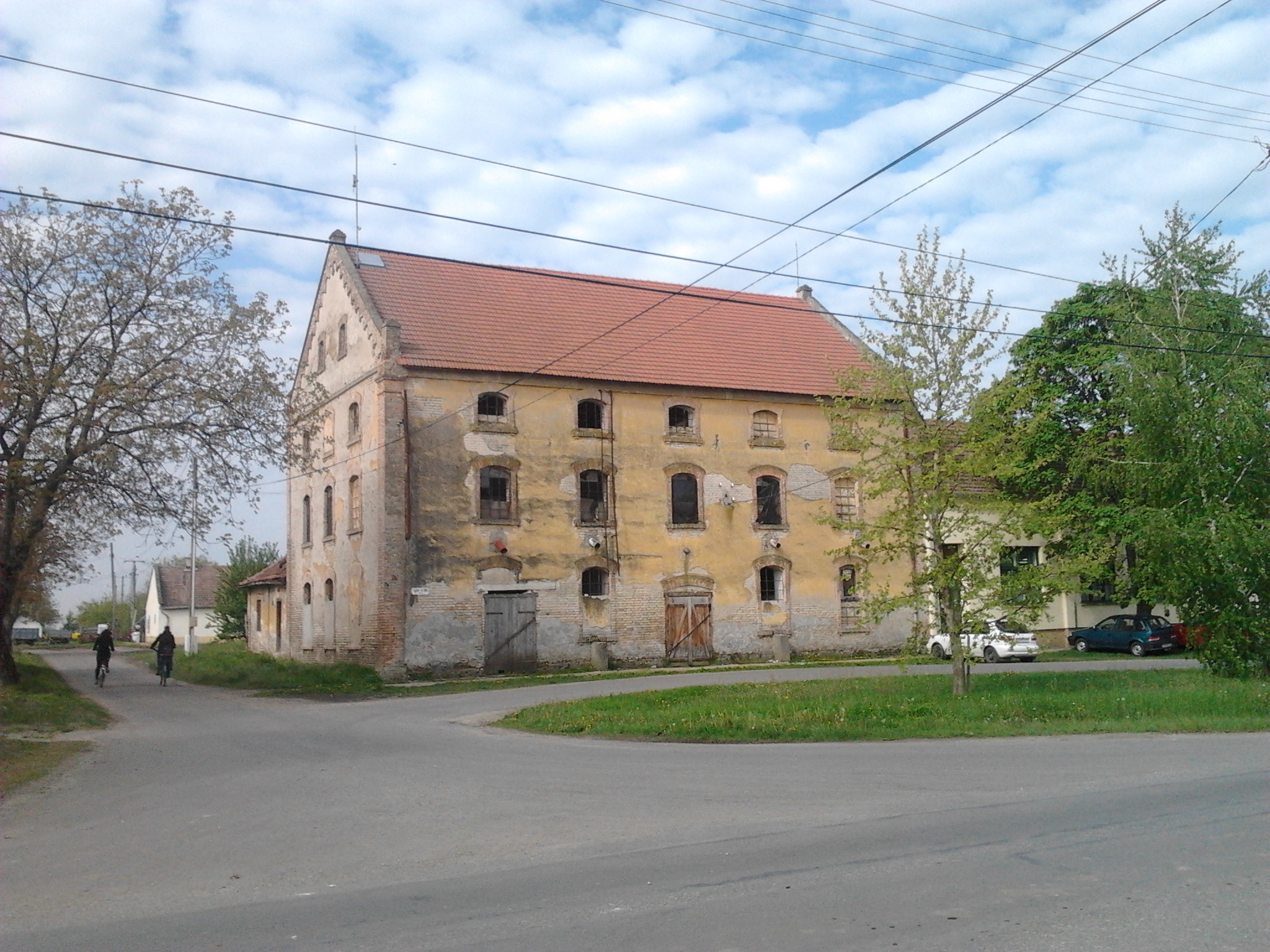
Ehemalige Dampfmühle
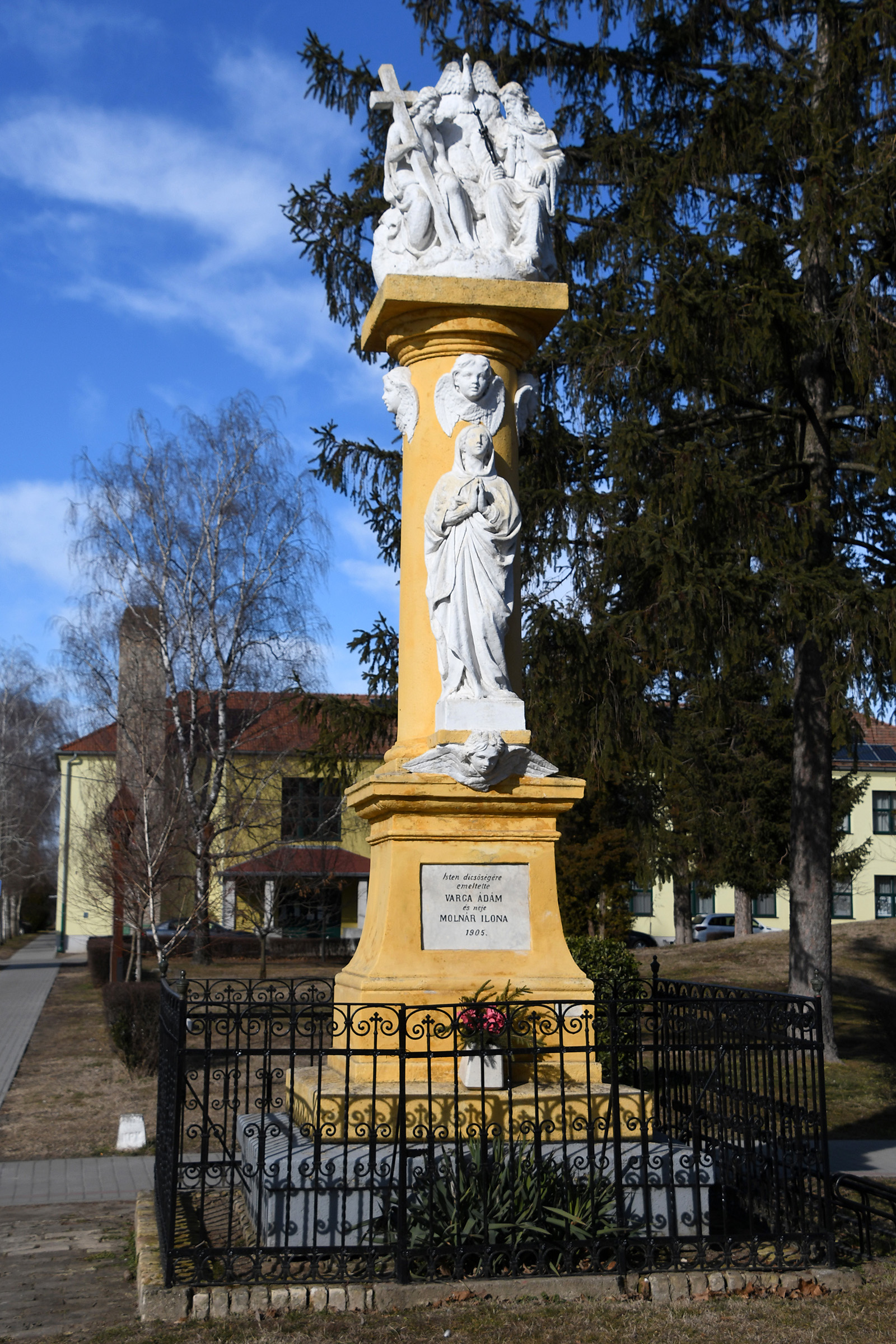
Szentháromság-Säule